# Kurier Lokalny
Kurier lokalny – dwutygodnik regionalny wydawany od 1991 r. na terenie powiatów kościańskiego i grodziskiego
i południowej części powiatu poznańskiego.
Gazeta ma charakter publicystyczno-informacyjny i ogłoszeniowo-reklamowy, a jej tematyka obejmuje wydarzenia społeczne, gospodarcze, kulturalne oraz sportowe na terenie wymienionych wyżej powiatów. Lokalną historię przybliżają czytelnikom regionaliści ze Stęszewa i Grodziska Wielkopolskiego. Czasopismo ma także swoje wydanie internetowe.